# Carrascal de Barregas
Carrascal de Barregas es un municipio y localidad española de la provincia de Salamanca, en la comunidad autónoma de Castilla y León. Se integra dentro de la comarca del Campo de Salamanca (Campo Charro). Pertenece al partido judicial de Salamanca.
Su término municipal está formado por las localidades de Barregas, Cabrasmalas, Calzadilla de la Valmuza, Carrascal de Barregas, Cubito, Fraguas, Golpejera, La Estación, Megrillán, Montalvo Cuarto, Montalvo Segundo, Montalvo Tercero, Morales, Palacio López Rodríguez, Palacio Villalones, Porteros, Rodillo, Sanatorio Martínez Anido, Torrecilla de Miranda, Peñasolana, Torrecilla de la Valmuza, Urbanización Oasis Golf y Urbanización Peñasolana, ocupa una superficie total de 76,60 km² y según los datos demográficos recogidos en el padrón municipal elaborado por el INE en el año 2017, cuenta con una población de 1151 habitantes.
Se ubica a dos km de la carretera de Salamanca-Vitigudino y muy cerca de Doñinos de Salamanca. Este núcleo se compone en la actualidad de aproximadamente unas 15 casas y en las que de forma continuada a lo largo del año solamente vive una familia, si  bien hay otras dos o tres familias que diariamente hacen vida social y sobre todo laboral en la zona. Aquí está la iglesia, un pequeño cementerio y las instalaciones de lo que fue el antiguo Ayuntamiento durante más de una década hasta su traslado a la zona de Peñasolana-Los Montalvos en el año 2009. Incluso se puede observar hasta una plaza de toros desde el aire.

## Historia

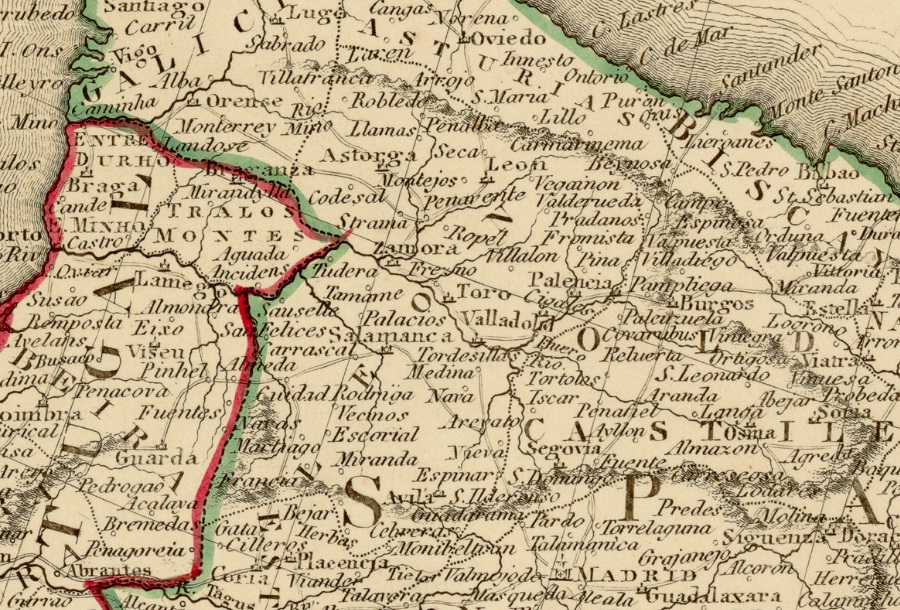
Detalle del mapa Part of Europe, publicado en 1841 por W. H. Lizars, en el que se puede observar Carrascal de Barregas

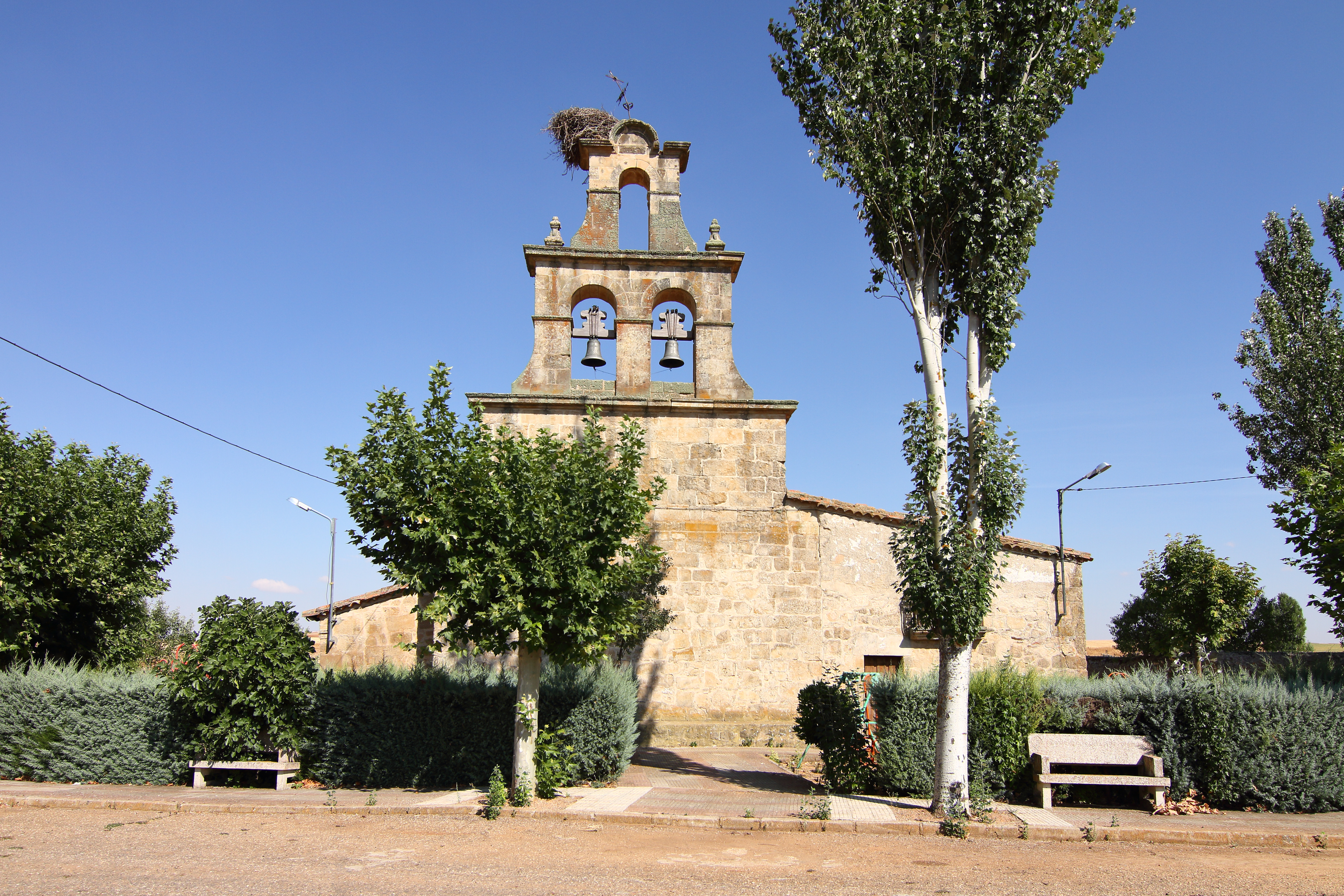
Iglesia de San Pedro

Su fundación se remonta a la repoblación efectuada por los reyes de León en la Edad Media, quedando integrado en el cuarto de Baños de la jurisdicción de Salamanca, dentro del Reino de León. Con la creación de las actuales provincias en 1833, Carrascal de Barregas quedó encuadrado en la provincia de Salamanca, dentro de la Región Leonesa.

## Geografía
Integrado en la comarca de Campo de Salamanca, el núcleo urbano se sitúa a 11 kilómetros de la capital salmantina. El término municipal está atravesado por la Autovía de Castilla A-62 entre los pK 249 y 250, además por la carretera de Burgos a Portugal por Salamanca N-620, alternativa convencional a la anterior, y por la carretera de Salamanca a La Fregeneda CL-517, que se dirige hacia Vitigudino desde la capital provincial. 
El relieve del municipio, que se distribuye de forma dispersa en cinco isletas entre los municipios limítrofes, es el propio de la comarca a la que pertenece, predominantemente llano con algunas elevaciones. La altitud oscila entre los 940 metros cerca del Alto de los Montalvos, en el límite con Aldeatejada, y los 780 metros a orillas de un arroyo tributario del Tormes, al norte. El pueblo se alza a 791 metros sobre el nivel del mar. Cerca del núcleo urbano despunta el cerro Cabezas de Barregas (835 m).  
Los límites del territorio en el que se localiza el ayuntamiento y la pedanía de Barregas son los siguientes:  
| Noroeste: Florida de Liébana y Parada de Arriba   | Norte: Florida de Liébana | Nordeste: Villamayor          |
| Oeste: Parada de Arriba                           |                           | Este: Doñinos de Salamanca    |
| Suroeste: Parada de Arriba y Doñinos de Salamanca | Sur: Doñinos de Salamanca | Sureste: Doñinos de Salamanca |

Las otras isletas geográficas del municipio limitan con Salamanca, Aldeatejada, Barbadillo, San Pedro de Rozados, Matilla de los Caños del Río, Calzada de Don Diego, Galindo y Perahuy, Rollán, Golpejas, Vega de Tirados, San Pedro del Valle, Zarapicos y El Pino del Tormes. 

## Demografía
Carrascal de Barregas cuenta con una población de 1439 habitantes (INE 2024).
| Gráfica de evolución demográfica de Carrascal de Barregas entre 1842 y 2021                                         |
| |
| Población de derecho según los censos de población del INE Población de hecho según los censos de población del INE |

La mayoría de la población se concentra en la urbanización Peñasolana ya que es el lugar más próximo a Salamanca. El segundo núcleo más poblado es Carrascal de Barregas.

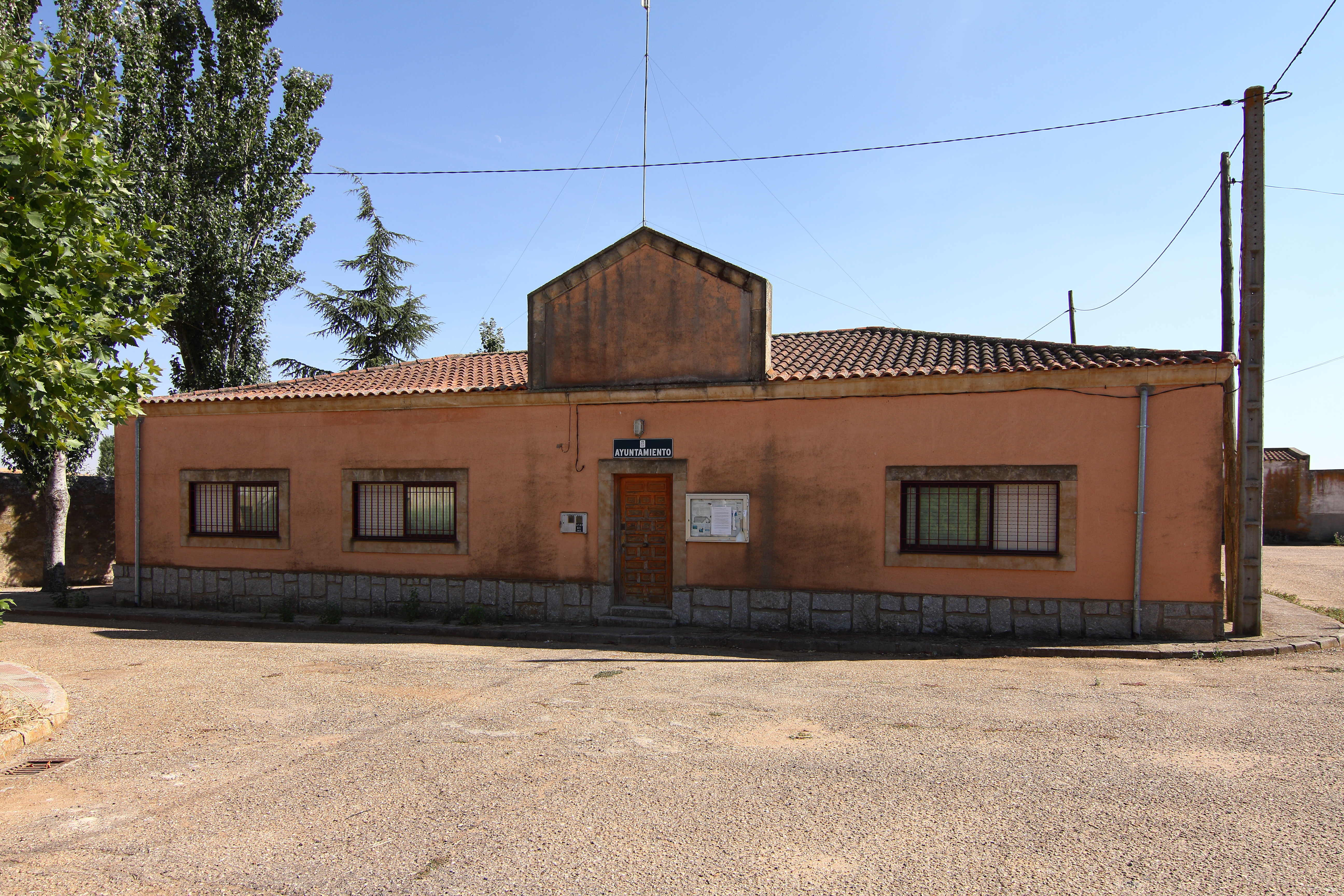
Antigua casa consistorial

### Núcleos de población

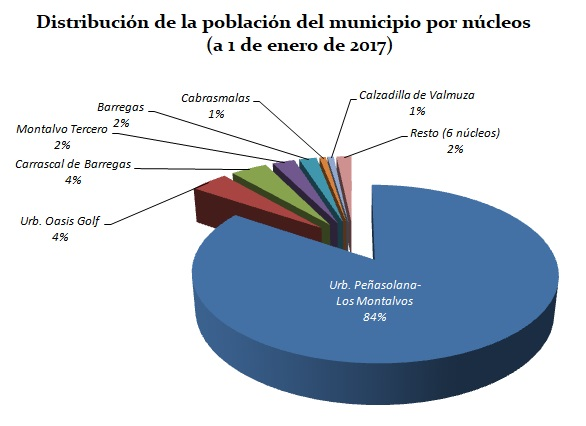
Distribución de la población por núcleos en el municipio de Carrascal de Barregas, a 1 de enero de 2017

Carrascal de Barregas se compone de 5 islas separadas geográficamente por otros territorios de municipios limítrofes.
Anexo se encuentra el núcleo de Barregas, una finca cedida por Inés Luna Terrero en el siglo XX. Se compone de pocas casas, de las cuales solamente una o dos familias habitan de forma habitual, aunque varias son las personas que acceden diariamente para realizar la “labor”.
Cabrasmalas es otro núcleo rural importante. Allí vive una sola familia de forma permanente, pero otras mantienen allí su actividad agrícola- ganadera. 
Otros parajes de singular importancia  del municipio comprenden las fincas de Calzadilla de la Valmuza, Torrecilla de Miranda y Porteros en la zona nornoroeste, y las de La Golpejera, Morales de Arriba y Abajo, Fraguas, Rodillo, Megrillán y el Hospital Martínez Anido en la zona sur.
La idiosincrasia social, laboral, y demográfica de Carrascal de Barregas inicia un cambio sustancial durante los años 80. Por entonces se empezó a diseñar un nuevo municipio, más moderno, más residencial, apartado del aspecto agrario, integrado en una zona más próxima a la capital en un entorno virgen e inmaculado y a la vez enormemente atractivo desde el punto de vista urbanístico. 
Así comienza Peñasolana en su Fase I y III, dejando la II para los años 90. En 1978 se comienza el diseño de un plan parcial en el cual había una serie de parcelas destinadas a construcción de chalets unifamiliares acorde a lo que exigía la sociedad por entonces. No tuvo demasiado éxito según las expectativas creadas y se continuó con chalés adosados en la Fase III, los famosos “colorines”.  A finales de los noventa, comprobando la acogida de este tipo de vivienda, se continúa con su ampliación en la Fase II de Peñasolana, para que en el año 1992 se cree una cooperativa de 28 chaléts que se levantan al lado de un esqueleto de hormigón ( que sería en un futuro reconocido como la zona de “El Rocío”). En esa época comenzaron a retirarse las huertas existentes en la margen derecha de la carretera nacional 620 para dejar paso a la creación de un modelo industrial mediante naves que en ningún momento tomaron el diseño urbanístico que la normativa exigía en esos tiempos.  De esta forma durante la década de los 80 y los 90 se construyeron naves para actividad industrial diversa y hostelera a lo largo de la franja derecha de la mencionada carretera, pero sin ningún tipo de control. Esto es lo que ha derivado al cabo del tiempo en lo que en la actualidad se denomina polígono industrial Peñasolana, ya concluido y situado en una zona inmejorable para el desarrollo industrial, ya que está a muy pocos metros  de la zona destinada a puerto seco.
Probablemente la zona de Peñasolana-Los Montalvos sea de las zonas del alfoz de Salamanca mejor comunicada en cuanto al número de accesos a la capital, bien sea por la carretera de Matilla de los Caños, por la zona de Tejares o la entrada por la carretera del cementerio y resto de entradas de toda la circunvalación. Hoy en día la zona de Peñasolana-Los Montalvos y Sanatorio Martínez Anido están integradas en el del Consorcio de Transporte Metropolitano.
A la vez, entre 1990 y 1994, se empezaba a edificar en otra zona distante pero perteneciente al municipio, no en vano éste es de los más extensos de la provincia de Salamanca con una superficie de 77 km². Esta urbanización, se denomina Oasis Golf y comprende toda la zona residencial aneja al campo de Golf de Zarapicos que en el año 2006 se completó con la creación de la zona denominada Villar de Zarapicos.
En torno al año 2000 se continuó con la expansión urbanística en el famoso “quesito” en pleno monte hoy denominado urbanización Santa Bárbara y la parte aneja a Peñasolana definida en las Normas urbanísticas de reciente aprobación en 2008, como zona de Los Montalvos y donde hoy día moran más de 250 vecinos.
| Núcleo de población                   | Población |
| ------------------------------------- | --------- |
| Urbanización Peñasolana-Los Montalvos | 972       |
| Urbanización Oasis Golf               | 48        |
| Carrascal de Barregas                 | 46        |
| Montalvo Tercero                      | 28        |
| Barregas                              | 22        |
| Cabrasmalas                           | 8         |
| Calzadilla de la Valmuza              | 8         |
| Montalvo Segundo                      | 4         |
| Fraguas                               | 4         |
| Megrillán                             | 3         |
| Morales                               | 3         |
| Rodillo                               | 3         |
| Golpejera                             | 2         |
| Cubito                                | 0         |
| La Estación                           | 0         |
| Montalvo Cuarto                       | 0         |
| Palacio López-Rodríguez               | 0         |
| Palacio Villalones                    | 0         |
| Porteros                              | 0         |
| Sanatorio Martínez Anido              | 0         |
| Torrecilla de Miranda                 | 0         |
| Torrecilla de la Valmuza              | 0         |

## Administración y política
| Periodo   | Nombre                   | Partido | Partido                                         |
| --------- | ------------------------ | ------- | ----------------------------------------------- |
| 2003-2007 | Pedro Vez Luque          |         | Independientes de Carrascal de Barregas (AEICB) |
| 2007-2011 | Antonio Rubio Blasco     |         | Independientes de Carrascal de Barregas (AEICB) |
| 2011-2015 | Antonio Rubio Blasco     |         | Partido Popular (PP)                            |
| 2015-2019 | Cándido Cabezas Martínez |         | Unión Progreso y Democracia (UPyD)              |
| 2019-2020 | Cándido Cabezas Martínez |         | Ciudadanos (CS)                                 |
| 2020-2023 | Guillermo Rivas Gil      |         | Partido Popular (PP)                            |
| 2023-act. | Noelia Merino Hernández  |         | Partido Socialista Obrero Español (PSOE)        |

| Partido político                                | 2023  | 2023  | 2023       | 2019  | 2019  | 2019       | 2015  | 2015  | 2015       | 2011  | 2011  | 2011       | 2007  | 2007  | 2007       | 2003  | 2003  | 2003       |
| Partido político                                | %     | Votos | Concejales | %     | Votos | Concejales | %     | Votos | Concejales | %     | Votos | Concejales | %     | Votos | Concejales | %     | Votos | Concejales |
| Partido Socialista Obrero Español (PSOE)        | 37,89 | 263   | 4          | 18,91 | 121   | 2          | 25,88 | 140   | 2          | 40,51 | 124   | 1          | 5,57  | 25    | 0          | 10,13 | 39    | 0          |
| Partido Popular (PP)                            | 36,59 | 254   | 3          | 32,81 | 210   | 3          | 41,59 | 225   | 4          | 70,17 | 374   | 6          | 23,83 | 107   | 2          | 37,66 | 145   | 3          |
| Vox                                             | 19,88 | 138   | 2          | —     | —     | —          | —     | —     | —          | —     | —     | —          | —     | —     | —          | —     | —     | —          |
| Ciudadanos (CS)                                 | 3,89  | 27    | 0          | 43,91 | 281   | 4          | —     | —     | —          | —     | —     | —          | —     | —     | —          | —     | —     | —          |
| Unión Progreso y Democracia (UPyD)              | —     | —     | —          | —     | —     | —          | 28,47 | 154   | 3          | —     | —     | —          | —     | —     | —          | —     | —     | —          |
| Coalición SI por Salamanca (SI)                 | —     | —     | —          | —     | —     | —          | —     | —     | —          | 31,65 | 25    | 0          | —     | —     | —          | —     | —     | —          |
| Independientes de Carrascal de Barregas (AEICB) | —     | —     | —          | —     | —     | —          | —     | —     | —          | —     | —     | —          | 70,38 | 316   | 5          | 41,82 | 161   | 4          |
| Unidad Regionalista de Castilla y León (URCL)   | —     | —     | —          | —     | —     | —          | —     | —     | —          | —     | —     | —          | —     | —     | —          | 9,61  | 37    | 0          |